# Niedamir (imię)
Niedamir – staropolskie imię męskie, złożone z trzech członów: nie- (negacja), -da- ("dać") i -mir ("pokój, spokój, dobro"). Być może oznaczało "tego, kto nie daje spokoju".
Niedamir imieniny obchodzi 14 lutego i 16 listopada.
Żeńskie odpowiedniki: Niedomira, Niedamirz.